# Halda v Rydułtowech

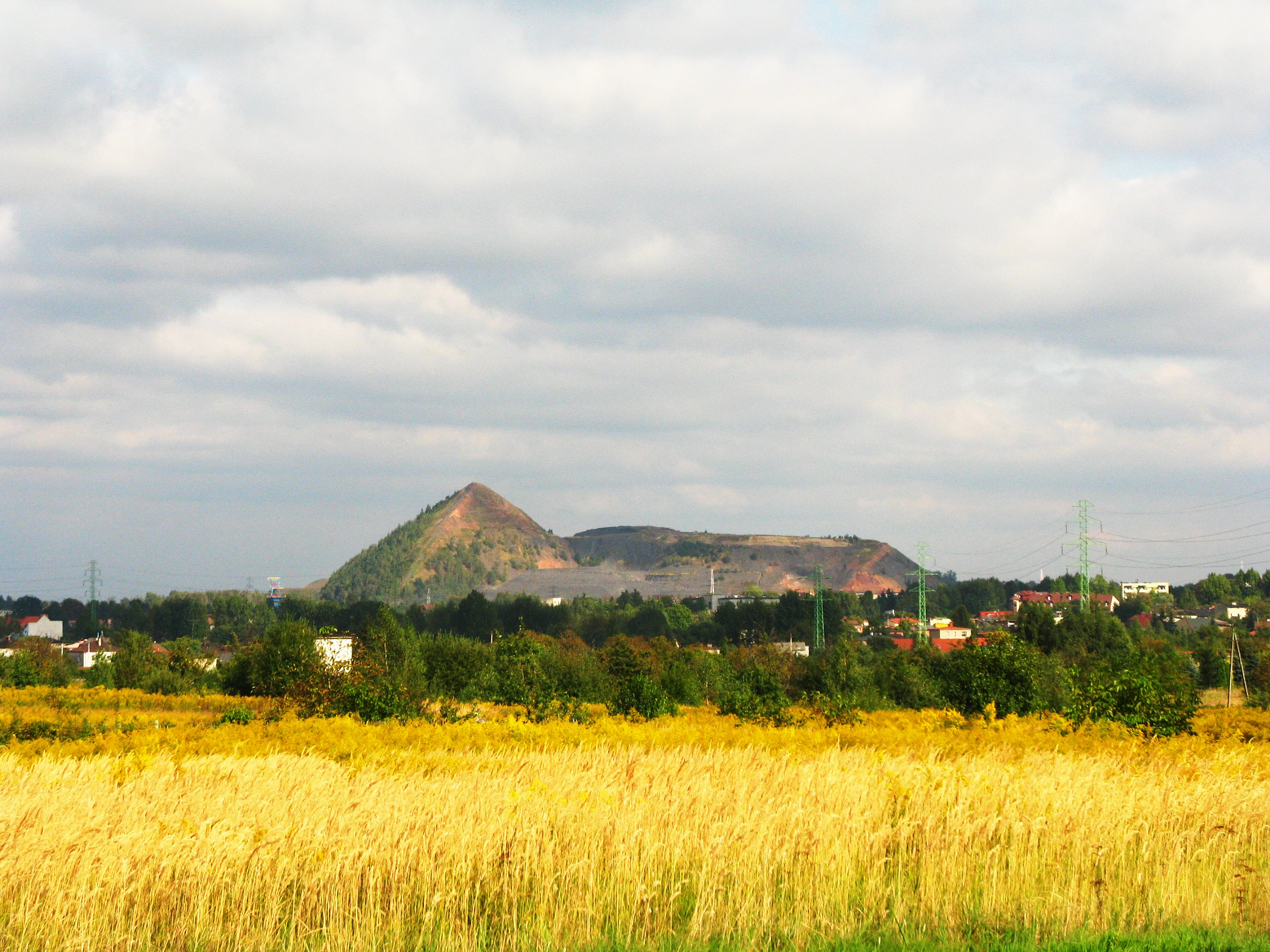
Halda v Rydułtowech

Halda v Rydułtowech je výsypka vzniklá navršením hlušiny při těžbě černého uhlí v dole Rydułtowy ve městě Rydułtowy v okrese Wodzisław v jižním Polsku, nedaleko Wodzislawi v Horním Slezsku v geomorfologickém celku Płaskowyż Rybnicki. V roce 2007 byla pojmenována jako „Szarlota“ [šarlota].

## Další informace
Jedná se o jednu z nejvyšších hald v Evropě, která dosahuje výšky 134 m od základny a nachází se asi 407 metrů nad mořem a je tak nejvyšším bodem Płaskowyże Rybnického. Zabírá plochu 37 hektarů a její objem činí 13,3 mil. m³. Částečně je pokrytá porostem. Představuje dominantní krajinný prvek. Za dobré viditelnosti je z vrcholu vidět Orlová, Ostrava, Katowice či elektrárna Łagisza v Będzinu. Halda je také dobře vidět z rozhledny Pogrzebień.

## Galerie

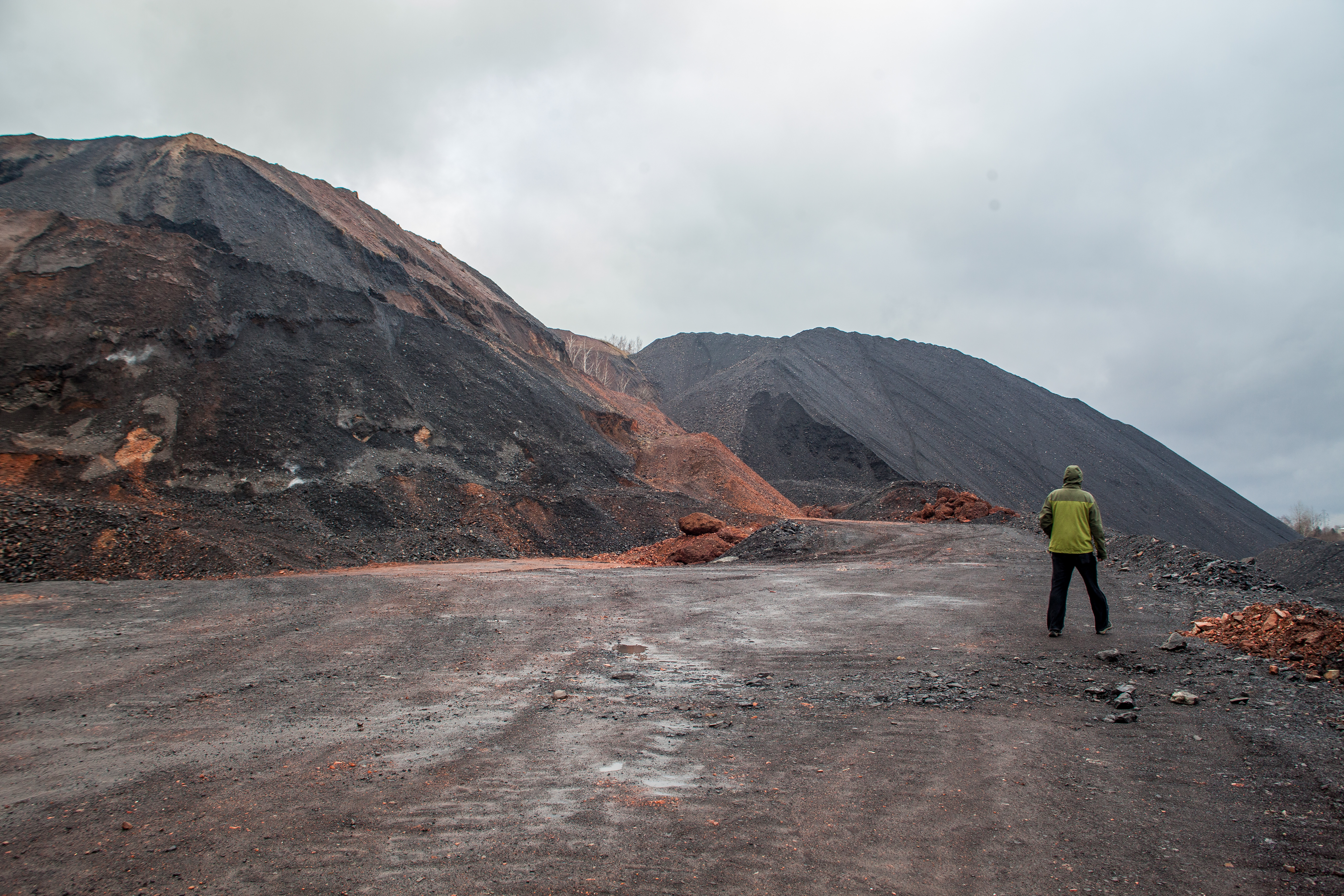
Mezi kopci z navršené hlušiny (2019)
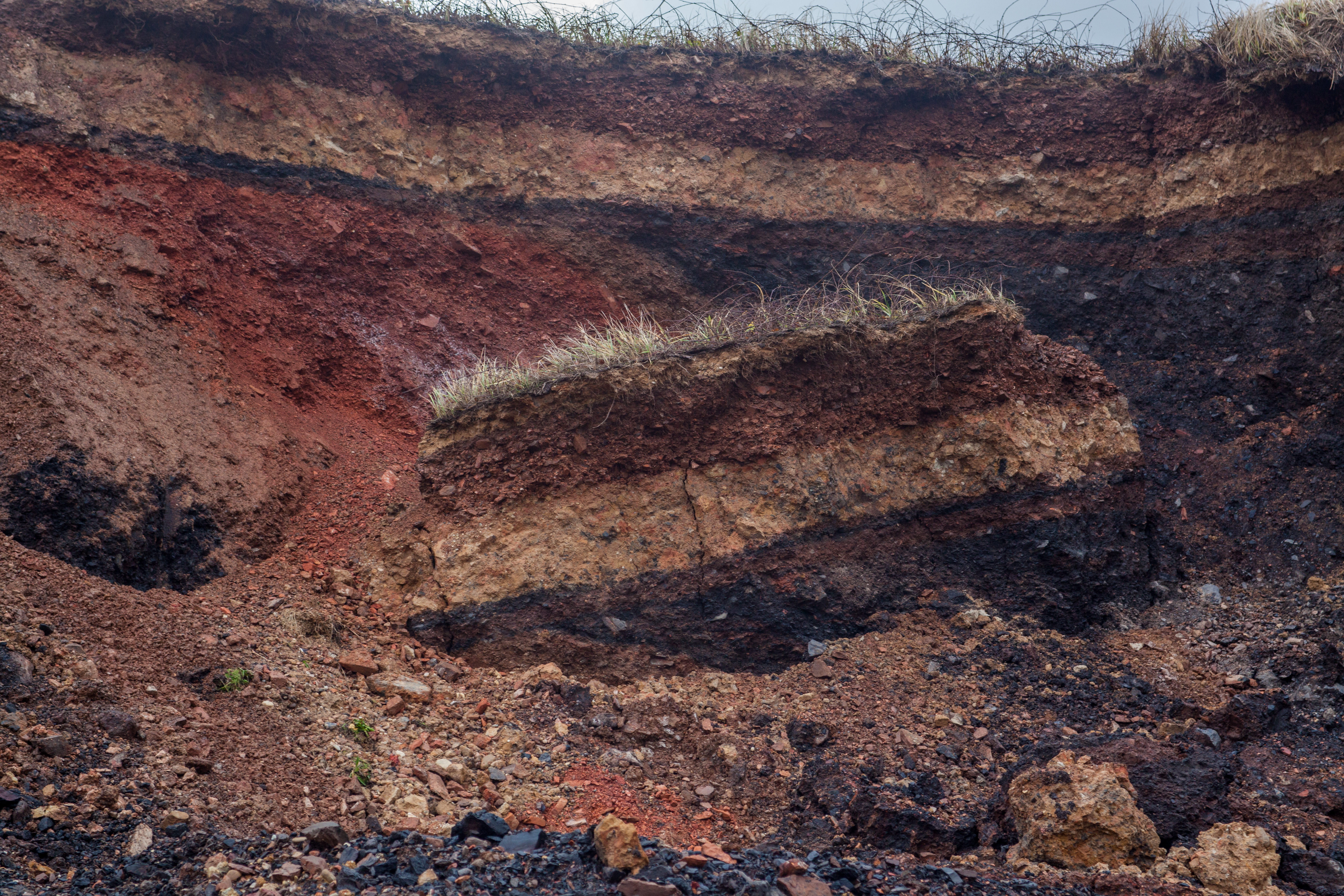
Detail vrstev navršení sesunuté půdy (2019)
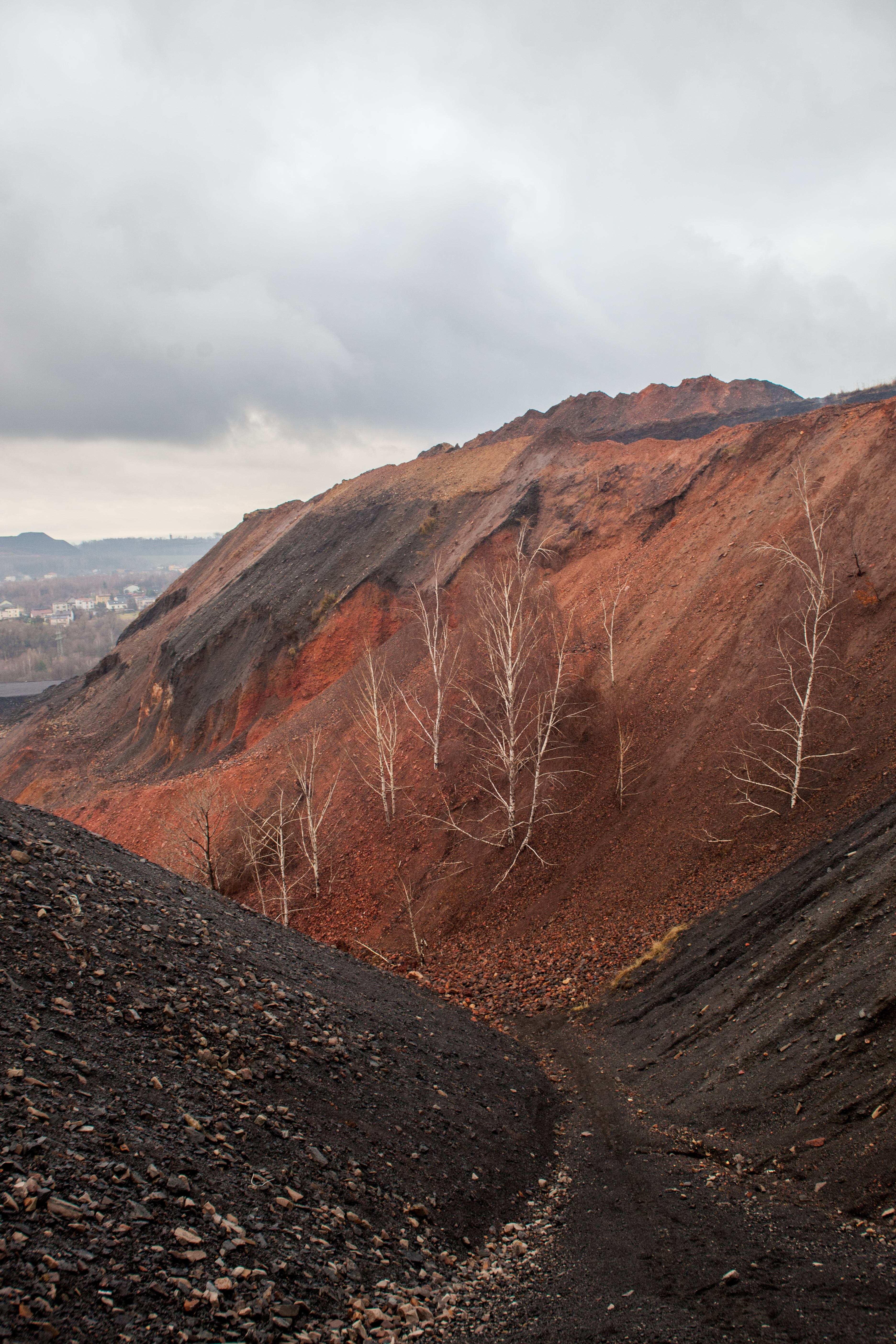
Částečná vegetace rostoucí na povrchu haldy (2019)
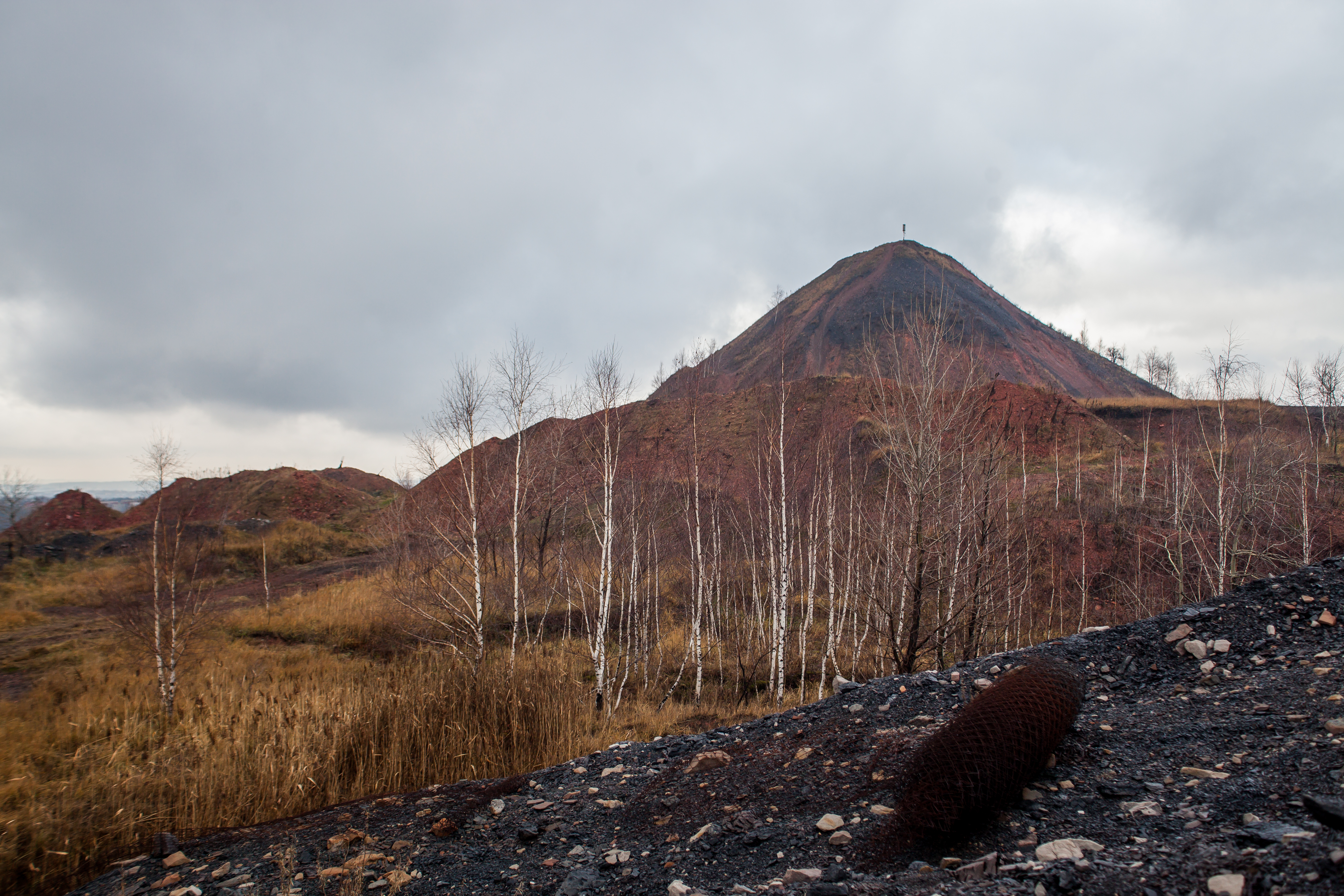
Porost na prostoru pod nejvyšším vrcholem (2019)
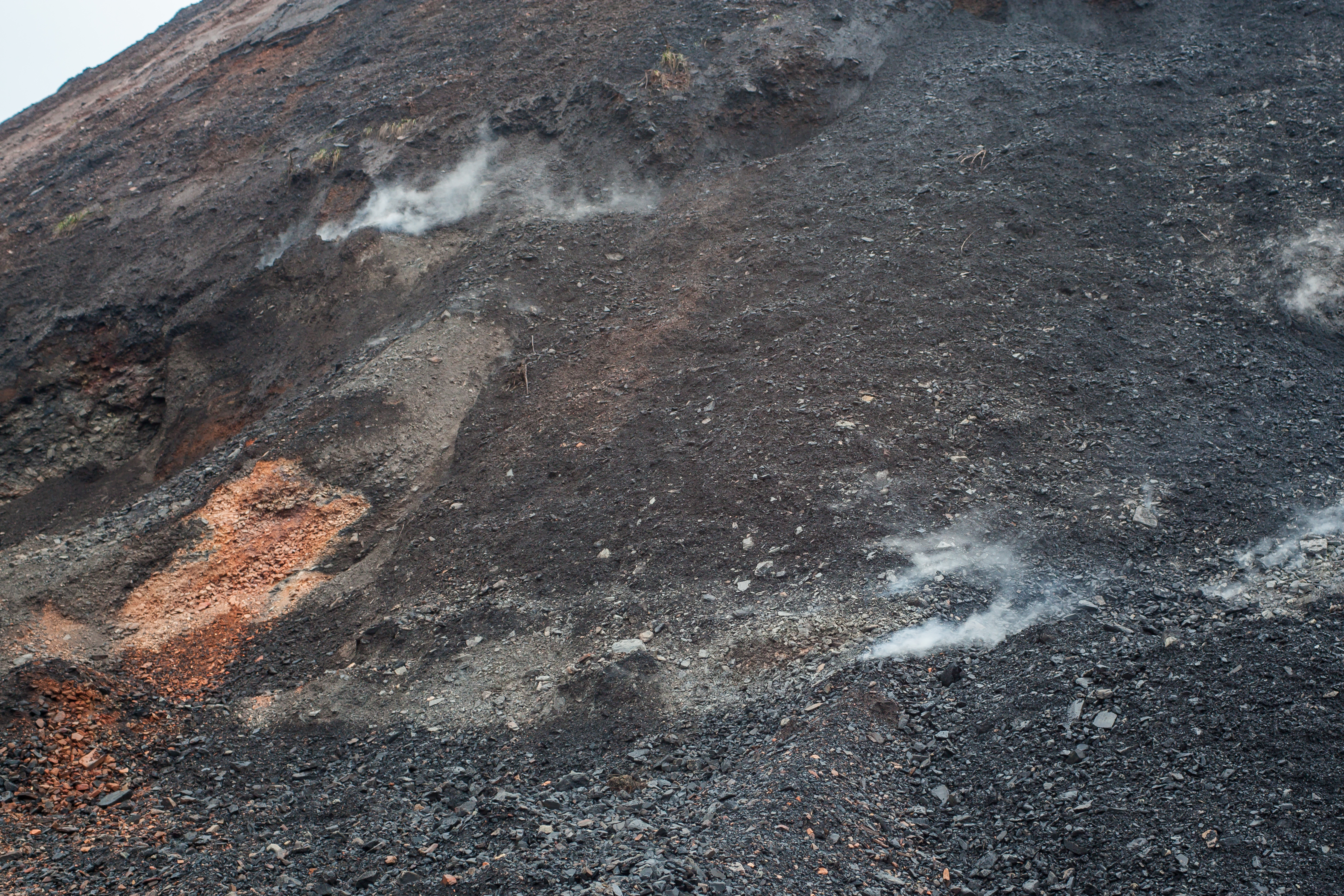
Sirné výpary vystupující z povrchu navršené hlušiny (2019)
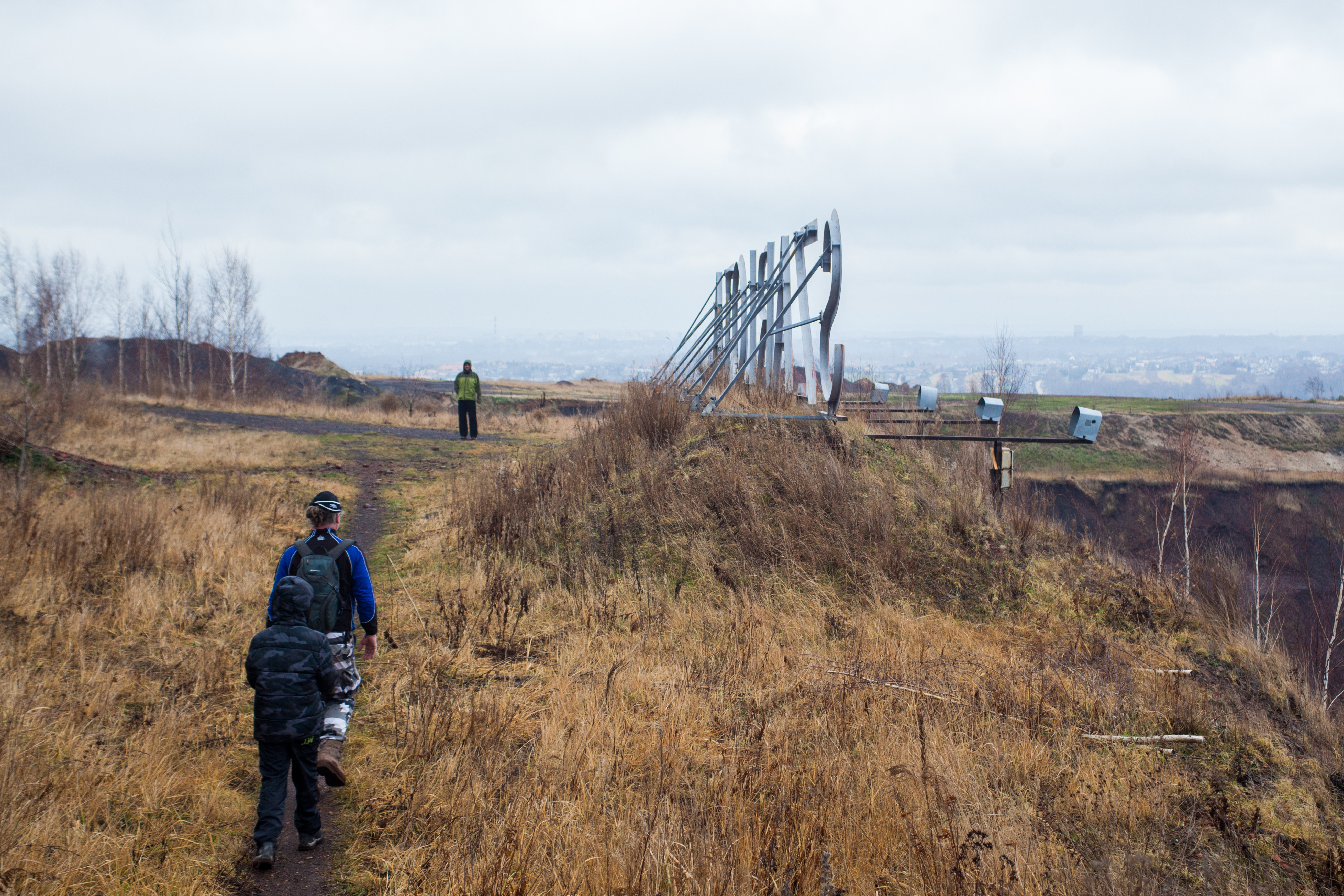
Cesta k nápisu Szarlota na kopci (2019)
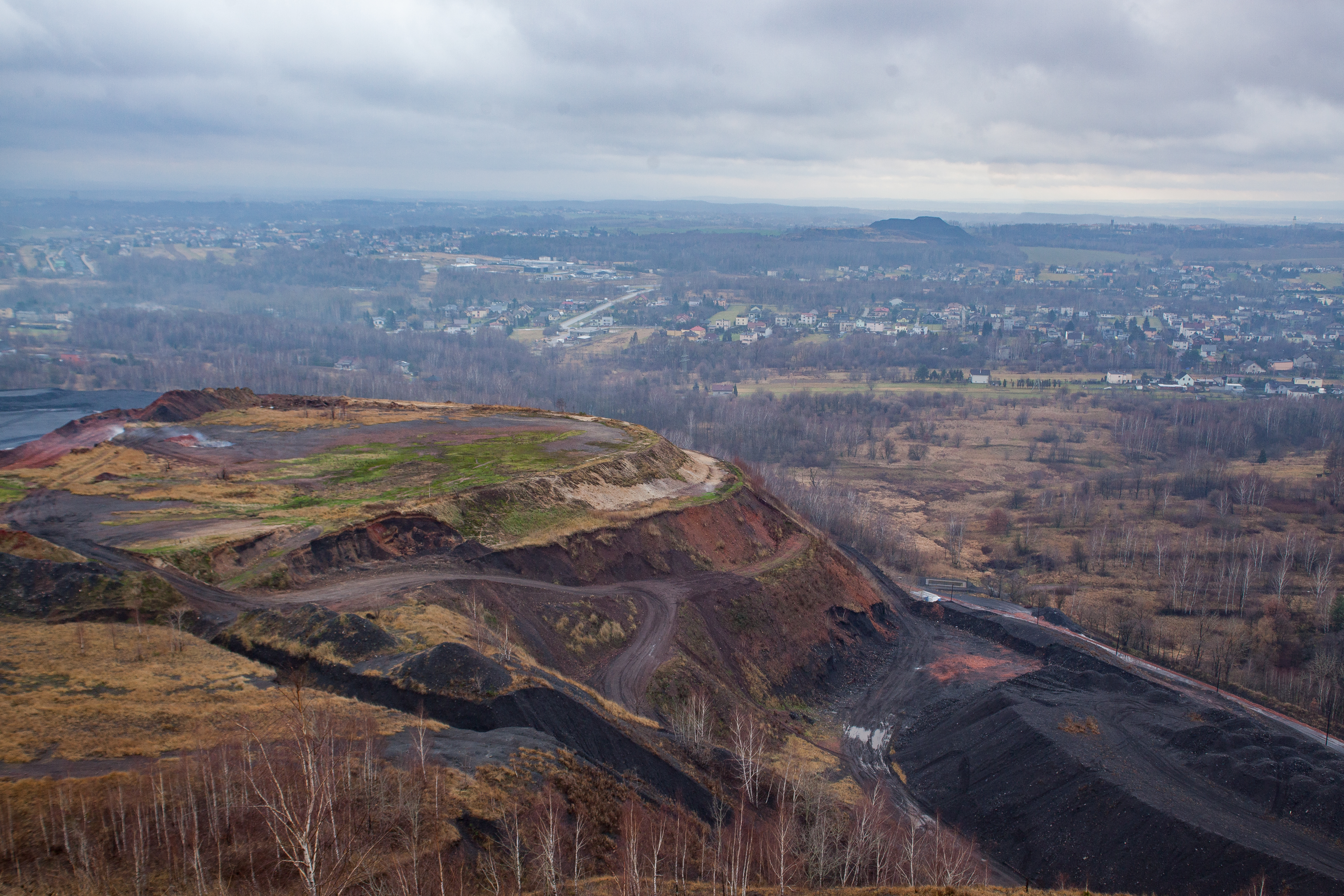
Pohled na jihozápad z nejvyššího vrcholu (2019)